# Dreptate (Star Trek: Generația următoare)
"Justice" este al optulea episod din serialul științifico-fantastic „Star Trek: Generația următoare”. Scenariul este scris de Worley Thorne; regizor este James L. Conway.

## Prezentare
Wesley încalcă legile triviale ale unei planete idilice, atunci când calcă din întâmplare pe un strat de flori. Ca urmare, el riscă pedeapsa cu moartea.